# Laval-Saint-Roman
Laval-Saint-Roman är en kommun i departementet Gard i regionen Occitanien i södra Frankrike. Kommunen ligger i kantonen Pont-Saint-Esprit som tillhör arrondissementet Nîmes. År 2022 hade Laval-Saint-Roman 213 invånare.

## Befolkningsutveckling
Antalet invånare i kommunen Laval-Saint-Roman
Referens:INSEE